# Подлабенский сельсовет
Подлабенский сельсовет (бел. Падлабенскі сельсавет) — административная единица на территории Гродненского района Гродненской области Белоруссии.

## История
20 сентября 2002 года в состав сельсовета вошла территория упразднённого Ратичского сельсовета.
В 2011 году деревня Подлабенье преобразована в агрогородок.

## Состав
Подлабенский сельсовет включает 39 населённых пунктов:
- Адамовичи — деревня.
- Баля Сольная — деревня.
- Беляны — деревня.
- Бояры — деревня.
- Воловичёвцы — деревня.
- Вульковцы — деревня.
- Выселка Рогачи — деревня.
- Гиновичи — деревня.
- Добровольщина — деревня.
- Дубница — деревня.
- Загораны — деревня.
- Каплановцы — деревня.
- Комиссарово — деревня.
- Конюхи — деревня.
- Каролино — деревня.
- Крулевщина — деревня.
- Кулаковщина — деревня.
- Лабно-Огородники — деревня.
- Лихосельцы — деревня.
- Мицкевичи — деревня.
- Наумовичи — деревня.
- Новосёлки — деревня.
- Перстунь — деревня.
- Подлабенье — агрогородок.
- Подъятлы — деревня.
- Польные-Богатыри — деревня.
- Прокоповичи — деревня.
- Пушкари — деревня.
- Пышки — деревня.
- Ратичи — агрогородок.
- Рогачи — деревня.
- Санники — деревня.
- Скрыники — деревня.
- Соловьи — деревня.
- Софиёво — деревня.
- Стрельчики — деревня.
- Тарусичи — деревня.
- Тричи — деревня.
- Тумаши — деревня.

Упразднённые населённые пункты на территории сельсовета:
- Барановичи — деревня.
- Головичи — деревня.
- Дмитриевка — деревня.
- Колбасино — деревня.
- Лососна — деревня.
- Новики — деревня.